# 中国のニクソン

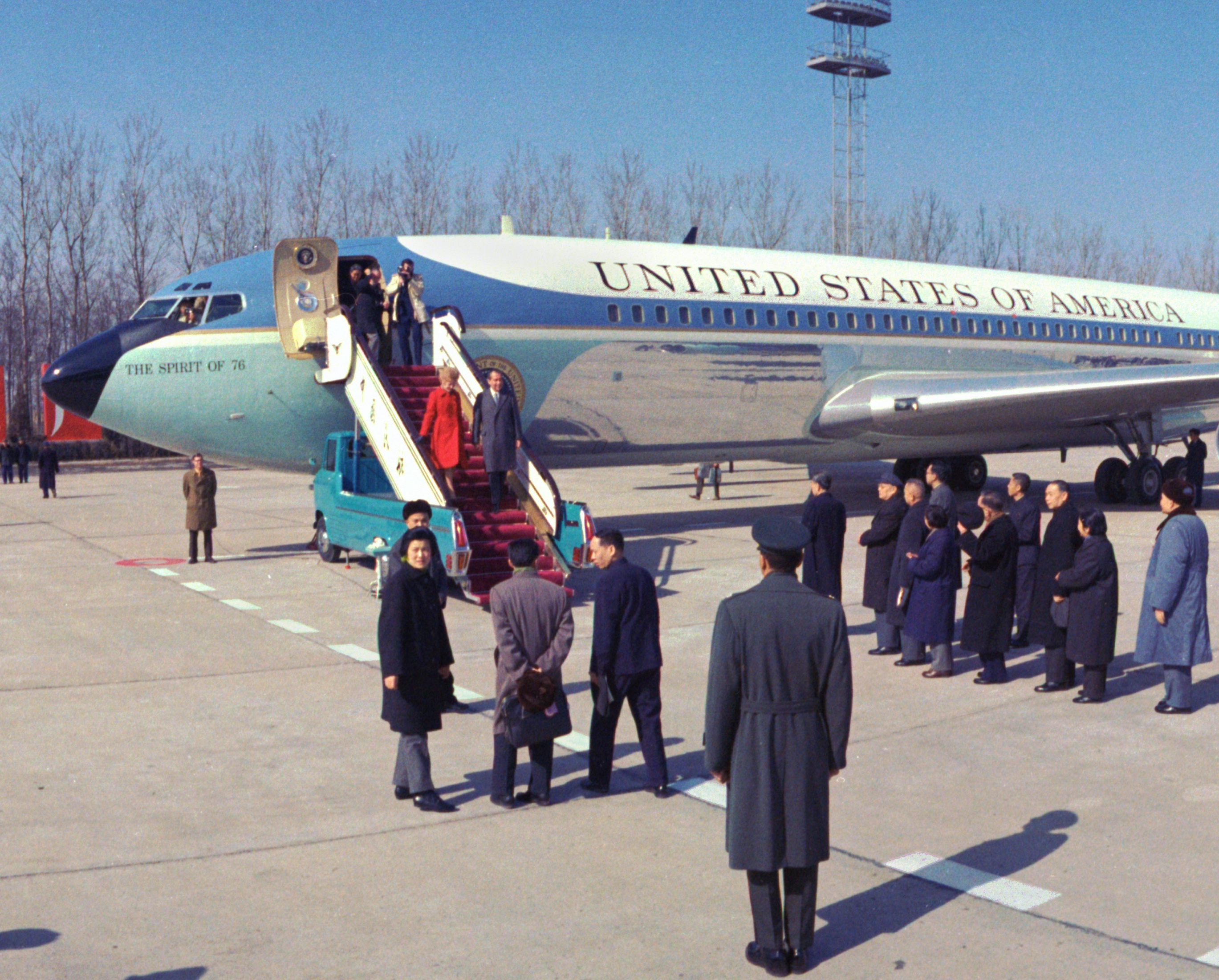
spirit of '76から下りてゆくリチャード・ニクソンとパット・ニクソン、1972年2月

『中国のニクソン』（ちゅうごくのにくそん、Nixon in China）は、ジョン・クーリッジ・アダムズ作曲、アリス・グッドマン台本による3幕のオペラ。
アダムズの最初のオペラであり、米国大統領リチャード・ニクソンの1972年の中国への電撃訪問を題材に書かれた。マーク・モリスの振り付け、ピーター・セラーズの演出で1987年10月22日にヒューストン・グランド・オペラで初演された。

## 作品
セラーズが1983年、アダムズにオペラのアイデアを提示したとき、アダムズは当初消極的だった。しかし最終的には価値ある機会だと考え、プロジェクトを受け入れた。グッドマンによる台本はニクソンの中国訪問についての詳細な調査ののち書かれたが、1972年以降に出版された資料はごく少数のみ取り入れている。アダムズはこの題材を、筋書きと登場人物像の両面において「グランド・オペラにしか扱えない題材」と考え、実際に作品にはグランドオペラのパロディが盛り込まれている。
思い通りのサウンドを作り出すため、アダムスは伝統的なオーケストラを拡張し、大規模なサクソフォーン・セクション、パーカッションとシンセサイザーを追加している。アダムズは「ミニマリスト」とされることがあるが、この作品のスコアからは多様な音楽様式が見て取れ、フィリップ・グラスの手法を受け継ぐミニマリズムを扱うほか、リヒャルト・ワーグナーやヨハン・シュトラウス2世などの19世紀の作曲家を思わせるパッセージがそれに並置されている。さらにストラヴィンスキー流の20世紀新古典主義やジャズの引用を融合させ、またビッグ・バンドを取り入れてニクソンが青年時代を過ごした1930年代を連想させている。これらの多様な要素は頻繁に入れ替わり、舞台上で起こる変化を反映していく。
1987年の初演後、オペラが受けた反応は賛否両論であった。一部の批評家は作品を斬り捨て、すぐに消えてしまうだろうと予測した。しかし、それ以降もこの作品はヨーロッパおよび北アメリカの双方でたびたび上演され、2度録音されている。2011年にはオリジナルのセットに基づく演出でメトロポリタン歌劇場で初上演され、同じ年にはトロントのカナディアン・オペラ・カンパニーで抽象的な演出により上演された。最近ではこの作品は、アメリカのオペラへの際立った、不朽の貢献として認められる傾向にある。

## 登場人物
| 役                                 | 声域                         | 初演キャスト 1987年10月22日、ヒューストン (指揮: ジョン・デメイン) |
| ---------------------------------- | ---------------------------- | ------------------------------------------------------------------ |
| リチャード・ニクソン               | バリトン                     | en:James Maddalena                                                 |
| パット・ニクソン                   | ソプラノ                     | Carolann Page                                                      |
| 周恩来                             | バリトン                     | en:Sanford Sylvan                                                  |
| 毛沢東                             | テノール（ヘルデンテノール） | en:John Duykers                                                    |
| ヘンリー・キッシンジャー           | バス                         | Thomas Hammons                                                     |
| 江青                               | コロラトゥーラ・ソプラノ     | Trudy Ellen Craney                                                 |
| ナンシー・タン、毛沢東の第一の秘書 | メゾソプラノ                 | Mari Opatz                                                         |
| 第二の秘書                         | アルト                       | Stephanie Friedman                                                 |
| 第三の秘書                         | コントラルト                 | Marion Dry                                                         |
| 合唱：兵隊、北京市民、踊り子たち   |                              |                                                                    |

## あらすじ

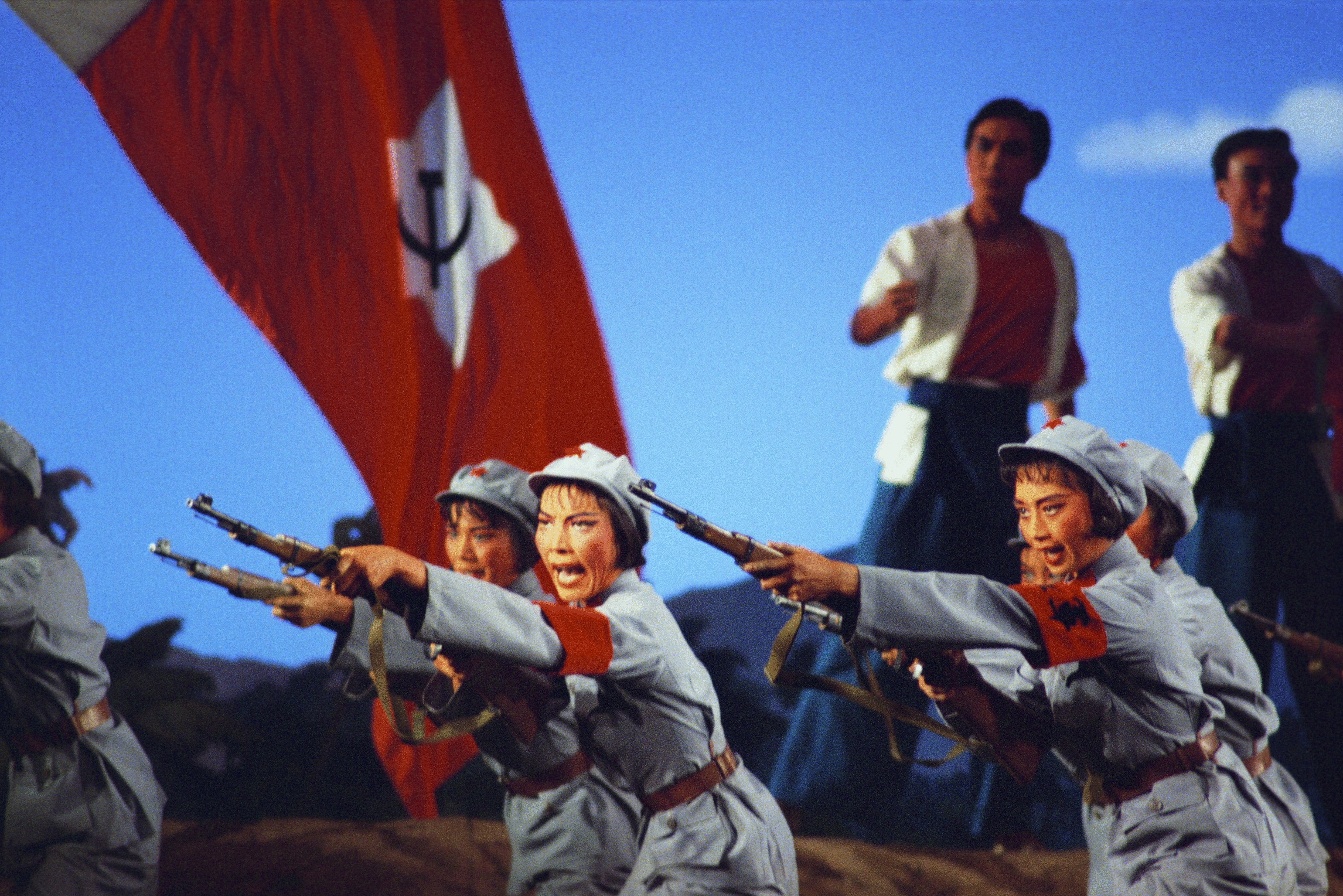
人民大会堂でニクソン夫妻が鑑賞したバレエ「紅色娘子軍」の一場面。

- 時代：1972年2月
- 場所：北京市周辺

### 第1幕
軍隊や周恩来が待つ中、ヘンリー・キッシンジャーとニクソン夫妻が大統領専用機から現れる。一行は毛沢東と面会した後、歓迎の宴が和やかに進む。この場面は、歴史にほぼ忠実な会談が再現されている。

### 第2幕
パットはガイドに付き添われて北京市内を見て回る。夜、一行は江青に招かれ政治バレエ「紅色娘子軍」を観劇する。キッシンジャーが悪徳地主に扮し、江青がコロラトゥーラ歌唱を披露するなど、見所が多い。

### 第3幕
訪問の最後の夜、主要登場人物たちはベッドに横たわり、超現実的な、交錯する対話の中でそれぞれの過去を回想する。

## アリアと各曲
第1幕
- 導入部
- 「天上の兵士」（合唱）
- 「今や人民が英雄である」(合唱)
- spirit of '76の到着
- 「フライトは順調でしたか？」（周、ニクソン）
- 「ニュースには謎めいた所がある」（ニクソン、周、キッシンジャー）
- 「私はうまく話せない」(毛、ニクソン、周、キッシンジャー、秘書たち）
- 「もはや我々に孔子はいらん」（毛、秘書たち）
- 「明の十三陵のように」（毛、周、ニクソン、キッシンジャー、秘書たち）
- 「夜はまだ早い」(ニクソン、パット、周、キッシンジャー、合唱)
- 「ご列席の皆様、祝いましょう」（周）
- 「数多くの宴席に参加してきました」（ニクソン）
- 「今がその時 / 乾杯！」（周、ニクソン、パット、キッシンジャー、合唱)

第2幕
- 「私は夢など見ないし、振り返りもしない」（パット）
- 「大地を見下ろせば」（合唱、パット、秘書たち）
- 「これは予言のよう」（パット）
- 「やっと暖かくなってきた」（パット、合唱）
- 紅色娘子軍：
  - 「私たちは若く」(秘書たち)
  - 「ああ、何て日だろう」 (キッシンジャー、合唱、秘書たち）
  - 「彼女を鞭打て」(キッシンジャー、パット、ニクソン）
  - 熱帯の嵐 (オーケストラ、パット）
  - 「血を求める反抗者」（合唱）
  - 「説明すると」(キッシンジャー、ニクソン）
  - 「それは奇妙に見える」（合唱、江青、パット、ニクソン、秘書たち)
- 「私は毛沢東の妻」（江青、合唱)

第3幕
- 導入部
- 「あなたを満足させられない人がいる」(キッシンジャー、ニクソン、パット、周、江青）
- 「私は誰でもない」（毛、周、キッシンジャー、江青、パット、ニクソン）
- 「ラジオの周りに座って」（ニクソン、パット）
- 「あなたが何をしたか教えてください」（毛、江青、周）
- 「私に子孫はいない」（周、毛、江青）
- 「私は黙っていられる」（江青、ニクソン、パット、周、毛）
- 「北京は星を見上げる」（江青、毛沢東、周）
- 「あなたはポーカーに勝った」（ニクソン、江青）
- 「年を取り、眠ることができない」(周）

## 録音
「中国のニクソン」はこれまで2回録音されている。1度目はノンサッチ・レコードから1987年にヒューストン初演のキャストを再現して録音されたもので、演奏はエド・デ・ワールト指揮のセントルークス管弦楽団・合唱団だった。
2番目の録音はナクソスから2008年に発売された。マリン・オールソップ指揮コロラド交響楽団とオペラ・コロラド合唱団による演奏で、ニクソン役はロバート・オース (Robert Orth) が務めた。

## 主席は踊る
「中国のニクソン」の作曲に取り掛かる直前の1985年、アダムズはオペラの第3幕と共通の素材を用いた管弦楽曲「主席は踊る」（The Chairman Dances, Foxtrot for Orchestra.「議長は踊る」、「ザ・チェアマン・ダンス」とも）を作曲した。オペラにもある、毛沢東と江青が過去を回想するダンスをイメージしたものではあるが「抜粋」やオペラの主題による「幻想曲」ではなく、アダムズ自身は「アウトテイク」と形容している。
1986年1月31日、ルーカス・フォス指揮のミルウォーキー交響楽団によって初演。演奏時間は13分程度。